# Municipio de Union (condado de Logan)
El municipio de Union (en inglés: Union Township) es un municipio ubicado en el condado de Logan en el estado estadounidense de Ohio. En el año 2010 tenía una población de 819 habitantes y una densidad poblacional de 13,76 personas por km².

## Geografía
El municipio de Union se encuentra ubicado en las coordenadas 40°18′9″N 83°50′20″O / 40.30250, -83.83889. Según la Oficina del Censo de los Estados Unidos, el municipio tiene una superficie total de 59.51 km², de la cual 59,29 km² corresponden a tierra firme y (0,37 %) 0,22 km² es agua.

## Demografía
Según el censo de 2010, había 819 personas residiendo en el municipio de Union. La densidad de población era de 13,76 hab./km². De los 819 habitantes, el municipio de Union estaba compuesto por el 97,68 % blancos, el 0,61 % eran afroamericanos, el 0,24 % eran amerindios, el 0,12 % eran asiáticos y el 1,34 % eran de una mezcla de razas. Del total de la población el 0,37 % eran hispanos o latinos de cualquier raza.